# Rijksstad Überlingen
De rijksstad Überlingen was een tot de Zwabische Kreits behorende rijksstad binnen het Heilige Roomse Rijk.
In het begin van de zevende eeuw was Überlingen de zetel van Alemannische hertog Gunzo. Ook na de inlijving bij het Frankische Rijk blijven zijn nakomelingen een machtige dynastie vormen. Onder graaf Rudolf van Pfullendorf, een vertrouweling van keizer Frederik I Barbarossa komt de plaats tot bloei. De keizer, die de erfgenaam van Rudolf is, verheft Überlingen omstreeks 1200 tot stad.
Na het einde van het hertogdom Zwaben in 1268 wordt het een koninklijke stad, aan het einde van de veertiende eeuw wordt Überlingen rijksstad. De stad verwerft door aankoop en schenkingen een uitgebreid grondbezit in bijna honderd plaatsen.
In de Reichsdeputationshauptschluss van 25 februari 1803 wordt in paragraaf 5 de inlijving bij het nieuwe keurvorstendom Baden vastgesteld.
Het gebied van de rijksstad bestaat, naast de stad zelf, uit:
Stedelijke voogdijen:
- Hohenbodman
- Ramsberg

Gasthuisambten:
- Bambergen
- Deisendorf
- Denkingen
- Ebratsweiler
- Ernatsreute
- Rickenbach en Sohl
- Bonndorf met Mahlspüren
- Nesselwangen
- Seelfingen
- Sernatingen